# Hilimaenamolo
Hilimaenamolo is een bestuurslaag in het regentschap Nias Selatan van de provincie Noord-Sumatra, Indonesië. Hilimaenamolo telt 1823 inwoners (volkstelling 2010).